# Spumante Cricova
Spumante Cricova (rum. Fotbal Club Spumante Cricova) – mołdawski klub piłkarski z siedzibą w Cricova.

## Historia
Drużyna piłkarska Spumante Cricova została założona w mieście Cricova w 1994. W sezonie 1994/1995 debiutował w Divizia A, w której zajął 3. miejsce i zdobył awans do pierwszej ligi. W 1995 debiutował w Divizia Națională. W następnym sezonie 1996/97 zajął przedostatnie 15. miejsce i spadł z powrotem do Divizia A. Jednak przed startem nowego sezonu klub wycofał się z rozgrywek i został rozwiązany.

## Sukcesy
- 17 miejsce w Divizia Națională: 1995/96
- 3 miejsce w Divizia A: 1994/1995
- półfinalista Pucharu Mołdawii: 1995/96